# Costantino Carrozza
Pour les articles homonymes, voir Carrozza.
Costantino Carrozza, né à Messine le 15 juin 1937 et mort à Catane le 31 janvier 2016, est un acteur et réalisateur italien.

## Filmographie partielle
Cinéma
- 1969 : Barbagia, réalisation de Carlo Lizzani
- 1976 :
  - Caro Michele, réalisation de Mario Monicelli
  - Opération jaguar, réalisation de Franco Martinelli
  - Vinella e Don Pezzotta,réalisation de Mino Guerrini
- 1977 :
  - Le Cynique, l'Infâme et le Violent, réalisation de Umberto Lenzi (non crédité)
  - Ecco noi per esempio..., réalisation de Sergio Corbucci (non crédité)
  - Il nero muove, réalisation de Gianni Serra
- 1978 : réalisation de Io tigro, tu tigri, egli tigra, réalisation de Renato Pozzetto et Giorgio Capitani (non crédité)
- 1980 :
  - Fontamara, réalisation de Carlo Lizzani
  - La baraonda, réalisation de Florestano Vancini  (non crédité)
- 1981 : I fichissimi,réalisation de Carlo Vanzina (non crédité)
- 1995 : Marchand de rêves, réalisation de Giuseppe Tornatore
- 1997 : Volare!, réalisation de Vittorio De Sisti
- 1999 : 
  - Un uomo perbene, réalisation de Maurizio Zaccaro
  - Prima del tramonto, réalisation de Stefano Incerti
  - Terra bruciata, réalisation de Fabio Segatori
- 2001 : Nati stanchi, réalisation de Dominick Tambasco
- 2006 : Eccezzziunale veramente - Capitolo secondo... me, réalisation de Carlo Vanzina
- 2007 : Quell'estate felice, réalisation de Beppe Cino

Télévision
- 2012 : Squadra antimafia - Palermo oggi (TV Séries)

- La morte di Luca : Frank Turiello
- 1999-2011 : Il commissario Montalbano (TV Séries) - Avvocato Guttadauro

-2011 : Il campo del vasaio  
-2001 : La gita a Tindari 
-1999 : La voix du violon
- 2006 : L'ispettore Coliandro (TV Séries) - Onofrio Germano

-Il giorno del lupo